# 中村健佐
中村 健佐（なかむら けんすけ）は、サクソフォーン奏者、ストリートミュージシャン。本名同じ。東京都生まれ。血液型O型。16年間勤めた本田技術研究所を2002年脱サラ、その後プロのストリートミュージシャンに転身。ストリートライブ活動でオーディエンスを獲得し、ホールコンサートを自ら設立した運営事務局KCミュージックにて開催する。東京芸術劇場大ホールでの1500名動員コンサートを行った。脱サラから20年で、全8作CDのストリートライブ販売数は8万枚に達する。2018年、株式会社アデランス創立50周年曲『オン・ブランニューステージ』を作曲し提供。父は声楽家（テノール）の中村健。母は声楽家（ソプラノ）の中村邦子。

## 略歴
- 1962年  東京都生まれ
- 品川区立平塚小学校[1]、青山学院中等部・高等部を卒業
- 1986年  青山学院大学理工学部機械工学科を卒業、同年4月本田技術研究所栃木研究所に入社（主な発明特許：サイレントチェーン[2]、チェーン用ブレードテンショナシステム[3]）

- 1989年　27歳でサクソフォーンを独学で始める
- 2002年 2月　本田技術研究所を退職し、サックス奏者に転身
- 2002年 5月　初のソロCD『ウィズアウト・ユー』発売
- 2003年 4月　2作目CD『フェイド・イントゥ・ライト』発売
- 2005年 1月　演奏活動の運営事務局として’KCミュージック’を法人化
- 2005年 9月 「東京芸術劇場大ホール」で1500名を動員するコンサートを開催
- 2006年 5月　3作目CD『アイビリーブユー』発売、サントリーホールにて記念コンサートを開催
- 2007年 8月　新潟県柏崎市、中越沖地震被災地慰問演奏
- 2009年 11月　4作目CD『ユアストーリー』発売
- 2011年 7月　岩手県陸前高田市にて東日本大震災慰問演奏
- 2011年 9月　活動10周年記念コンサートを浜離宮朝日ホールにて開催
- 2015年 2月 「世界らん展2015」株式会社アデランスのメインステージ、トーク＆ウィッグショー「～春風と。蘭と～」に出演（東京ドーム）
- 2015年 5月　初のライブアルバム『コンサートin浜離宮朝日ホール』、DVD『Ken's Wind』を同時発売
- 2016年10月　活動15周年記念コンサートを浜離宮朝日ホールにて開催
- 2016年10月　6作目CD『Collage』、11月には『ザ・クリスマスアルバム』を発売
- 2018年　株式会社アデランス創立50周年曲『オン・ブランニューステージ』を作曲し提供
- 2018年9月　2枚組ベストアルバム『オン・ブランニューステージ』を発売
- 2019年4月　老舗和菓子製造会社叶匠壽庵主催、東北復興支援活動をおこなう「UNITE TOGETHER」共催の東北復興支援コンサートに出演（滋賀県大津市 叶匠壽庵にて）
- 2020年 5月　YouTubeにて音楽＆トーク番組「 ゆるりとおんがく中村座」開始（毎週）
- 2020年10月　会員制ライブ配信「おうちde音楽会」スタート
- 2021年12月　初のクリスマスディナークルーズコンサートを開催（横浜港マリーンルージュ）

## 活動
ストリートライブを基盤とし、イベントコンサートスケジュールなどの情報希望者数は1万名を越えている。
毎年秋には大規模ホールでのコンサート、年末には毎年クリスマス・ディナーコンサートを開催する。その他、小規模ホールでのコンサートは随時開催。

### ストリートライブ
2002年から現在まで、主に東京、神奈川千葉方面を中心にストリートライブを続けている。おこなってきたストリートライブは3000回以上。ストリートライブに足を止め、チラシを受け取った観客はのべ60万人。また首都圏以外でも、名古屋・大阪・静岡等にストリートライブ遠征を行っている。

### 主なコンサート
「中村健佐 クリスマス ディナーコンサート」を毎年開催している（2002年12月より）
- 2003年 7月　銀座ヤマハホール　同年、他1回の主催コンサートを開催
- 2004年 9月　東京湾クルーズディナーコンサート　同年、他1回の主催コンサートを開催
- 2005年 9月　東京芸術劇場大ホール　同年、他1回の主催コンサートを開催
- 2006年 5月　サントリーホールブルーローズ / 10月 浜離宮朝日ホールコンサート　同年、他2回の主催コンサートを開催
- 2007年 8月　浜離宮朝日ホールコンサート　同年、他3回の主催コンサートを開催
- 2008年 9月　日本大学カザルスホール / 10月　静岡音楽館AOIホール　同年、他3回の主催コンサートを開催
- 2009年 5月　静岡音楽館AOIホール / 9月 浜離宮朝日ホールコンサート / 10月 愛媛県・西条市総合文化会館　同年、他6回の主催コンサートを開催
- 2010年 6月　中村健＆中村健佐ジョイントコンサート（津田ホール）　同年、他3回の主催コンサートを開催
- 2011年 9月　活動10周年記念コンサート（浜離宮朝日ホール）　同年、他2回の主催コンサートを開催
- 2012年10月　浜離宮朝日ホールコンサート　同年、他5回の主催コンサートを開催
- 2013年 3月　音楽の友ホール / 10月 浜離宮朝日ホールコンサート　同年、他4回の主催コンサートを開催
- 2014年 5月　紀尾井小ホール / 10月 浜離宮朝日ホールコンサート　同年、他3回の主催コンサートを開催
- 2015年 5月　新作CD＆DVD同時発売記念コンサート / 10月 スクエア荏原ひらつかホール　同年、他3回の主催コンサートを開催
- 2016年 1月　豊洲シビックセンターホール / 10月 活動15周年記念コンサート（浜離宮朝日ホール） 同年、他4回の主催コンサートを開催
- 2017年 5月　豊洲シビックセンターホール、武蔵野スイングホール / 9月 浦安音楽ホール / 10月 スクエア荏原　同年、他5回の主催コンサートを開催
- 2018年 4月　浦安音楽ホール / 10月 国立科学博物館講堂　同年、他7回の主催コンサートを開催
- 2019年 3月　横浜美術館ホール / 10月 江戸東京博物館ホール　同年、他6回の主催コンサートを開催
- 2020年 1月　ニューイヤーコンサート（代官山） / 9月 江戸東京博物館ホール / 12月 クリスマスチャペルコンサートを開催
- 2021年 2月　内幸町ホール / 9月「お寺deコンサート」無観客ライブ配信 / 12月 初のクリスマスディナークルーズコンサートを開催（横浜港マリーンルージュ） 同年、他1回の主催コンサートを開催
- 2022年 1月　神奈川県民ホール / 5月 すみだトリフォニーホール　同年、他1回の主催コンサートを開催

## 主な出演

### イベント
- 2004年　ホンダ・ウエルカムプラザ中村健佐LIVE
- 2005年　ホテルオークラ中村健佐ロビーコンサート
- 2007年　東京ミッドタウン「オープニングイベントMidLive」、表参道ヒルズライブ、沼津淡島ホテルチャペルコンサート、ホンダカーズ神奈川イベント（ホテルニューグランド、江ノ島 他）、船橋市ちょっとよりみちライブ（きららホール）
- 2008年　建功寺元旦奉納コンサート、ホンダカーズ横浜イベント（横浜コンチネンタルホテル）、QVCジャパン「フランスワインを楽しむ会」、山田製作所イベント（桐生文化会館）、奥多摩大丹波イルミネーションフェスタ2008
- 2009年　青山学院大学ガウチャーホールイベント、木場クリニックコンサート
- 2010年　三島市佐野美術館「十三夜の宴」
- 2011年　三菱自動車Live@earth
- 2013年　市川市場まつり、鈴鹿市神社「神社DE良縁祈願」（楽曲使用）
- 2014年　裏磐梯ホテルグランデコロビーコンサート、那須サンバレーホテルクリスマスコンサート
- 2015年　「世界らん展2015」株式会社アデランスのメインステージ、トーク＆ウィッグショー「～春風と。蘭と～」（東京ドーム）、八ヶ岳バラ園コンサート
- 2016年　ドリーム夜さこい祭り（お台場シンボルプロムナード公園）、武蔵小山ムサコたけのこ祭り、宇都宮市オリオン通りイベント
- 2017年　アデランス新商品記者発表会「スカルプケアドライヤーN-LEDソニック」、アデランス本店オープニング記者発表会、品川区港南夏祭り（品川駅前広場）、ドリーム夜さこい祭り（お台場シンボルプロムナード公園）、静岡県小川町「おやま出逢い大社」イベント
- 2018年　株式会社アデランス創立50周年イベント（ホテルニューオータニ）「世界大会」および「全国グループ会議」、「UNITE TOGETHER」中村健佐コンサート（滋賀県彦根ホテルエクシブ、ココス、彦根カントリー）、株式会社桃谷順天館本社コンサート（大阪）、株式会社ワイズマートイベント（東京ドームホテル）、八ヶ岳バラ園コンサート、表参道ゑり華クリスマスイベント
- 2019年　株式会社アデランス世界会議、叶匠壽庵東北復興支援コンサート「心をつなぐコンサート」（滋賀）、「UNITE TOGETHER」中村健佐コンサート（京都 レストランひらまつ高台寺）、伊東市レストランCALYPSO「按針祭花火大会コンサート」、三鷹大沢サロンコンサート、八方園「壺中庵」クリスマスコンサート
- 2020年　11月 「UNITE TOGETHER」中村健佐コンサート（滋賀県彦根ホテルエクシブ）（琵琶湖エクシブ）、12月 ぴあ株式会社主催 横浜「ミッドナイトHAR★BAR2020クリスマス」（横浜港マリーンルージュ・シーバス）
- 2021年　3月 ぴあ株式会社主催 横浜「MUSIC HARBAR 2021」（カフェブルーターミナル、馬車道駅構内ライブ、マリーンルージュ）、5月 横浜「SEA SIDE CINEMA 2021（シーバスコンサート）」（株式会社ポートサービス）、12月 ぴあ株式会社主催 横浜「ミッドナイトHAR★BAR2021」（ヨコハマグランドインターコンチネンタルホテルロビー、横浜赤レンガ倉庫）
- 2022年　5月「イオンマリンピア稲毛海岸」「ゆみ～るイオン鎌取」中村健佐ライブ

### ラジオその他掲載記事など
- 2007年8月 ニッポン放送「うえやなぎまさひこのサプライズ」10時のちょっといい話
- 2009年12月 SBS静岡放送 「イブニングキャッチ」
- 2010年3月 ニッポン放送 「高嶋ひでたけ特ダネラジオ」夕焼けホットライン
- 2011年9月 ニッポン放送 「上柳昌彦ごごばん！」
- 2019年9月 文化放送 「大竹まことゴールデンラジオ」 ゴールデンヒストリー
- 2020年3月 FMヨコハマ 滝ともはるの「横浜の夜は眠らない」
- 2022年7月 週刊エコノミスト「情熱人」インタビュー記事掲載

### テレビ
- 2005年 テレビ神奈川 「佐藤しのぶ 出逢いのハーモニー」
- 2006年 BSジャパン 「未来図鑑」
- 2006年 フジテレビ 「ザ・ノンフィクション」竜と虎～四歳ふたご初舞台物語（楽曲使用）
- 2010年 テレビ神奈川 「ハマランチョ」

## ディスコグラフィー

### アルバム
| 1st        | 2002年4月28日発売 『Without You』 1. Without You 2. Newyork City Serenade 3. Saving All My Love For You 4. Georgia On My Mind 5. Virtual Insanity 6. Hero 7. Through The Fire 8. Ellie My Love |
| 2nd        | 2003年4月2日発売 『Fade into Light』 1. Fade into Light 2. Twilight in upper west 3. My Heart will go on 4. Run to you 5. I'll be the one 6. Lately 7. Greatest love of all 8. Left Alone ~a cappera~ 9. Save the best for last 10. The Shelter of your arms |
| 3rd        | 2006年5月17日発売 『I Believe you』 1. I Believe you 2. I can't stop the rain 3. You can have me anytime 4. ALL THE WAY 5. Maria's wish 〜アヴェマリアの愛〜 6. KAZE 7. Synthetic Opal 8. MyMyMy 9. Tears 10. Here's to you |
| 4th        | 2009年11月27日発売 『Your Story』 1. Your Story 作曲: 中村健佐 2. Reflection 3. Feel like Dreaming 4. Evolution 5. 秋桜（コスモス） 6. Lily 7. Why Goobye 8. Nostalgia 9. ナツノハナ 10. Moment |
| 5th        | 2015年5月16日発売 『中村健佐コンサートin浜離宮朝日ホール』ライブ盤 1. Fade into Light 2. Twilight in upper west 3. ハナミズキ 4. You can have me anytime 5. Your Story 作曲:中村健佐 6. Spica 作曲:中村健佐 7. 誰も寝てはならぬ～Time to say goodbye 8. ナツノハナ 9. I Believe you 10. Run to you |
| 6th        | 2016年10月16日発売 『Collage』 1. SPICA~星夜空~ 作曲: 中村健佐 2. 少年時代 3. ジュピター 4. Collage 作曲: 中村健佐 5. Junction 作曲: 中村健佐 6. 白い恋人達 7. ストーリー 8. Memories 作曲: 中村健佐 9. 春よ、来い 10. Remain |
| クリスマス | 2016年11月15日発売 『ザ・クリスマスアルバム』 1. Have Yourself A Merry Little Christmas 2. ホワイトクリスマス 3. Give Love on Christmas Day 4. オー・ホーリー・ナイト 5. 赤鼻のトナカイ （オリジナルバージョン） 6. サイレント・ナイト （ヴォーカル:中村健佐） 7. The First Noel |
| ベスト     | 2018年9月15日発売 『On Brand-New Stage』2枚組CD/ 株式会社アデランス創立50周年曲収録 ディスク1：オリジナル曲集 1. オン・ブランニューステージ （初収録） - 株式会社アデランス創立50周年曲 2. SPICA~星夜空~ 3. Your Story 4. Junction 5. Collage 6. Memories 7. ALL THE WAY 8. Moment 9. Synthetic Opal 10. Lily 11. I Believe you 12. KAZE ディスク2：カヴァー曲集 1. ウィアー・オールアローン （初収録） 2. My My My 3. Fade into Light 4. Greatest Love of all 5. I can't stop the Rain 6. ジュピター 組曲「惑星」より 7. ヒーロー 8. エリー・マイ・ラヴ（いとしのエリー） 9. Save the best for last 10. Run to you 11. Without you 12. マイウェイ （初収録） |
| 9th        | 2023年11月10日発売 『Peace with』 1. Destiny 2. 366日 3. ハナミズキ 4. Georgy Porgy 5. Woman「Wの悲劇」より 6. 明日へ 7. You raisu me up 8. Evergreen 9. プラスティックラブ 10. いのちの歌 11. Peace～未だ見ぬ未来の君のために～ |

### DVD
- 『 Ken's Wind』（2015年5月16日発売）

　　　中村健佐初DVD。「コンサート映像」と「ミュージックビデオ集」の２部構成。